# 林晓霖
林晓霖（1941年5月13日—），祖籍湖北黄冈，生于苏联莫斯科，林彪與張梅之女。

## 生平
1937年，经董必武、冯文彬、成仿吾做媒，林彪和张梅在延安的红军军政大学（林彪任校长）结婚。平型关大捷后不久，林彪负重伤，中央决定将他送往苏联治疗，在抗大学习的张梅因小产也在休养，所以张梅随丈夫林彪同行。1938年12月，林彪和张梅抵达莫斯科，共产国际干部部东方处负责人徐介藩将他们安排到莫斯科近郊的库契诺庄园居住。1941年5月13日，林彪和张梅的女儿出生，34岁的林彪为女儿取名“晓霖”。
张梅坐月子时，林彪背着张梅追求孙维世。1941年6月22日，纳粹德国突然进攻苏联，共产国际决定在莫斯科学习和疗养的中国共产党干部回中国，指定由林彪带队。1941年9月，林彪带队回国，将张梅、林晓霖母女留在莫斯科。1942年春末，林彪和叶群结婚，张梅对此一无所知。1946年7月，罗荣桓在妻子林月琴陪同下，来到莫斯科治疗肾病，林彪托罗荣桓给张梅带去一封信，称自己已又结婚，有一子一女，叫张梅改嫁，张梅这才得知林彪变心。
1948年秋，张梅将女儿林晓霖留在苏联，自己回到中国的东北解放区，由中共党组织安排进入沈阳中国医科大学学习。中华人民共和国成立初期，中央人民政府卫生部代表团访问苏联，张梅任随团翻译。张梅大学毕业后，担任医生、科主任。1954年，张梅与徐介藩结婚。
1950年，林晓霖乘火车从苏联回到中国。林晓霖被高岗夫妇接到沈阳见母亲张梅，不久，高岗夫人李力群带林晓霖到北京见父亲林彪、继母叶群。由于叶群不接受林晓霖，所以到北京的第一年，林晓霖住在罗荣桓家。一年后，叶群怕人非议自己虐待前妻的孩子，才将林晓霖接到林彪、叶群的家中。1954年，林晓霖考入北京师范大学附属女子中学，此后曾获得北京师范大学附属女子中学学习优良金质奖章。叶群和林晓霖的关系一直不好。1958年夏，叶群又不许林晓霖进家门，林晓霖遂住到同学家，该同学是作家严文井之女。叶群命令秘书将林晓霖的户口由北京迁到沈阳，秘书李文普奉叶群之命，持罗瑞卿开给沈阳市副市长宋光的介绍信，到严文井家将林晓霖接出，送到沈阳。1960年，中学毕业，林晓霖本来想入哈尔滨军事工程学院（简称“哈军工”），但继父徐介藩为哈军工装甲兵工程系主任，军队系统有避嫌的不成文规定，所以她遂入西安的中国人民解放军军事电信工程学院（简称“西军电”）。1961年，继父徐介藩调到西安，组建中国人民解放军装甲兵工程学院，林晓霖为避嫌而转学进入哈军工学习，插班成为导弹工程系第9期学员。
1962年底，陆定一的妻子严慰冰到哈军工看望长子陆德，从陆德处得知刚从西军电转学而来的林晓霖的情况。叶群虐待林晓霖，放假也不准林晓霖回到北京探望父亲林彪，在哈军工的高干子弟中间激起了民愤。严慰冰同情林晓霖，而且早在延安时期，严慰冰便与叶群有私怨，1960年至1966年期间，严慰冰向叶群及子女投寄几十封匿名信，造谣叶群的私生活，声称叶群子女并非林彪亲生，并用强烈引导话语声称叶群的女儿与刘少奇的子女长得很像。挑拨林彪叶群与子女的关系。且用化名以及投递地址等方式企图栽赃嫁祸给刘少奇夫人王光美。1966年春，匿名信案告破，4月28日，严慰冰因向林彪家寄匿名信而被中央定为“反革命”，逮捕入狱。5月16日上午，在中共中央政治局扩大会议上，林彪亲自就此事愤怒质问陆定一。
1966年，文化大革命爆发。8月3日起，哈军工的学员和教员中分别持有“踢开党委闹革命”和“在党的领导下搞运动”这两种对立观点的群众在哈军工的俱乐部展开大辩论。8月6日晨，在俱乐部对面、哈尔滨文庙东墙外的小树林中搭建起一个露天讲台，讲台上方拉起红布做的横幅，此处迅速被人们称为“小树林辩论会”。此处开会后，担任主持人的空军工程系女学员严延英说：“请第一个发言者林晓霖同志上台！”林晓霖的发言反对踢开党委闹革命，反对砸烂一切，力主保护老干部，她说：“我们和造反派的根本分歧是要不要党的领导，现在打倒各级党委成了时髦，如果各级党委都是‘黑帮、黑线’，党中央不就架空了！？”她还说：“现在造反有理成了最响亮的政治口号，请问，在无产阶级专政的社会主义国家，你造谁的反？造反有理是有阶级性的，我们千万不能上当！”她的发言赢得阵阵掌声与喝彩，许多人往上递纸条，写着“讲得好！”“说出我们的心里话！”等等。林晓霖发言完毕，严延英收到40多张表态支持该发言的纸条。林晓霖在小树林辩论会上的这次发言《领导我们事业的核心力量是中国共产党》，迅速从哈军工流向社会，传遍全中国。8月8日，中共中央作出《关于无产阶级文化大革命的决定》，小树林派遂以日期为名，成立“哈军工八八红旗战斗团”，林晓霖成为其中的骨干成员之一，但不是领袖。
1966年8月上旬，有人将林晓霖在小树林辩论会上的发言送到人民大会堂浙江厅，当时林彪和叶群为避暑而住在安有空调的人民大会堂。林彪和叶群对此很重视，当天叶群向秘书赵根生口授了一个《林彪声明》。8月21日上午，林晓霖被告知林彪同意她到北京，遂被骗上飞机，在飞机上得知自己已提前毕业，并被分配到新疆参加工作，遂被押送到新疆马兰基地。8月25日中午，哈军工广播了《林彪声明》如下：

林副主席8月21日下午在某地接见哈尔滨工程学院部分同学时对有关林晓霖问题的指示：
晓霖因长期不接受我们教育，屡教不改，处处与我们作对，而且还有后台指挥她，政治上非常落后，表现很不好，背着我们在外边做了一些坏事，因此，九年来我拒绝见她，九年来已与她断绝来往，只是在经济上供给她，并屡次交代学校严格教育她，等待她的转变，但她一直表现不好，她一贯反对我。因此，她在外边的一切表态都不能代表我的意见。她的所有错误言行和种种不良表现，都希望广大革命师生对她进行严肃的揭露、批评和教育，使她思想得到改造，痛改前非。请你们转告她，希望她在这次“文化大革命”中高举毛泽东思想伟大红旗，听毛主席的话，真正和革命师生站在一起，向牛鬼蛇神进行坚决斗争和揭露，真正参加无产阶级文化大革命运动。
以上情况，请你们转告国防科委首长及潘复生同志并黑龙江省委，转告哈尔滨有关院校革命师生员工同志。

到马兰基地后，觉得自己“被绑架”的林晓霖绝食抗议，4天后因虚脱昏迷而被送往医院抢救。在医院，林晓霖得知《林彪声明》，并且得知“哈军工八八红旗战斗团”已将她开除。林晓霖致信父亲林彪，信中大骂父亲，并且提出完全断绝父女关系。出院以后，林晓霖成为马兰基地政治宣传处的干事，受到监视。林晓霖曾逃跑过一次，但十多小时后便被发现，押送回马兰基地。
1967年冬，林晓霖的脚被车撞伤。1968年，林晓霖提出到北京治脚伤，被领导拒绝称“北京有指示，不许回去”。林晓霖随即又逃离马兰基地，潜返北京，被叶群派人送到重庆某军军部治疗。不久，叶群又替林晓霖找了一名文化程度低的军人结婚。此后，由于部队调防，已怀有身孕的林晓霖随丈夫来到云南大理，在大山里居住多年。1971年，九一三事件发生，林彪、叶群死亡。上级指示要林晓霖夫妇交代问题，揭发林彪反党集团的罪行。有人甚至在林晓霖长子的脸上写“林贼之孙”四个字。林晓霖夫妇没有揭发，并且感到愤怒。对林晓霖的审查持续4年，直到文化大革命结束。
文化大革命结束后，林晓霖夫妇带着两个儿子，先后从云南的大山里返回北京。林晓霖凭借俄语素养和文字功底，被有关领导安排到国防科委科技情报研究所任职。
林晓霖很关心在郑州的一家工厂工作的林立衡（林豆豆），便买了许多好吃的，自北京到郑州找到林立衡，从此林立衡对姐姐林晓霖的敌意消失。后来，林立衡到北京便住到林晓霖家。但在1990年代初，林立衡四处活动，为林彪翻案，林晓霖不赞成林立衡的这种做法，姐妹间又产生了矛盾。林晓霖已退休，她一直居住在北京。
2007年8月1日，中国人民解放军建军80周年纪念日，北京的中国人民革命军事博物馆举办的大型展览上挂出林彪元帅照片，引发国内外舆论热议。8月1日，《南方都市报》刊登报道《林晓霖评父亲林彪：功是功，过是过》。8月6日，该报又刊登报道《林彪长女林晓霖评父亲功过，讲述父女骨肉情：“我向受父亲迫害者谢罪”》。林晓霖说：
“‘文化大革命’是毛泽东策划、发动和领导的，他要负主要的责任，这是党中央历史决议明确了的。我父亲对‘文革’造成灾难，对不起人民、对不起党、对不起老战友、对不起老部下、对不起他战斗过的地方的父老乡亲。我不是毛泽东的女儿，我是林彪的女儿，所以我义不容辞地对遭父亲迫害的人、受他牵连的人谢罪……见到‘文革’中受迫害的人和因‘913’事件受到牵连的人，我感到羞愧、感到痛心……自古以来，父债子还，但这笔债太沉重了，它浸透了千百万受害者的血泪，对他们来说，那是刻骨铭心的……”
多年来，林晓霖曾作为林彪之女，对许多人谢罪。在王光美追悼会上，林晓霖向刘少奇的子女谢罪。林晓霖向在文化大革命初期自杀的作家老舍之子舒乙谢罪。“井冈山联谊会”开会时，林晓霖向到场的老红军子弟谢罪。在来到广东惠州的中国人民解放军某部时，林晓霖也向这支林彪曾带过的部队谢罪。2006年春，林晓霖打电话给中学同学章诒和（章伯钧之女），她们虽然彼此相知，但多年无联系，林晓霖在电话中表示：“我花了一百多元买了你的书，我看了，心里非常难过，非常痛苦。我打电话的目的，就是要告诉你——我的父辈对不起你的父辈……”

## 家庭
- 父：林彪
  - 继母：叶群
  - 同父異母妹：林立衡
  - 同父異母弟：林立果
- 母：张梅
  - 继父：徐介藩
- 丈夫，应守贤，浙江义乌人，1987年正团级干部转业，后在北京一个工业公司从事工会工作。
- 子女，有两个儿子‌。大儿子在上海铁道学院毕业后从事铁道工作，小儿子也上过大学。‌